# Емблема Гвінеї-Бісау

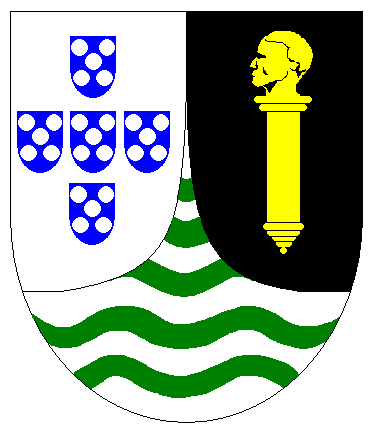
Герб колонії 1935 року

Герб Гвінеї-Бісау — герб африканської країни Гвінеї-Бісау, що був прийнятий невдовзі після здобуття нею незалежності від Португалії в 1973 році.
На гербі чорна п'ятипроменева зірка, що є частиною традиційної пан-африканської символіки і часто згадується як Чорна зірка Африки. Морська мушля в основі об'єднує дві симетричних оливкових гілки. Морська мушля — символ розташування країни на західному узбережжі Африки. Національний девіз: «Єдність, Боротьба, Прогрес» (порт. Unidade, Luta, Progresso).